# Kaggen (kulle i Antarktis)
Kaggen är en kulle i Antarktis. Den ligger i Östantarktis. Norge gör anspråk på området. Toppen på Kaggen är 1 565 meter över havet, eller 69 meter över den omgivande terrängen. Bredden vid basen är 0,84 km.
Terrängen runt Kaggen är huvudsakligen lite kuperad. Trakten är obefolkad. Det finns inga samhällen i närheten. 